# Stade d’Honneur de Dillon
Stade d’Honneur de Dillon lub Stade Municipal Pierre-Aliker – wielofunkcyjny stadion w Fort-de-France na Martynice. Jest obecnie używany głównie dla meczów piłki nożnej oraz zawodów lekkoatletycznych. Swoje mecze rozgrywają na nim reprezentacja Martyniki w piłce nożnej oraz drużyny piłkarskie Club Colonial i Golden Star. Stadion może pomieścić 28 000 ludzi.